# Elżbieta Gawlikowska-Łabęcka
Elżbieta Anna Gawlikowska-Łabęcka – polska graficzka, dr hab. sztuk plastycznych, profesor uczelni Wydziału Artystycznego Akademii Humanistycznej i Ekonomicznej w Łodzi.

## Życiorys
Jest absolwentką Państwowej Wyższej Szkoły Sztuk Plastycznych w Łodzi, w 2004 uzyskała stopień doktora habilitowanego. Pracowała w Wyższej Szkole Humanistycznej i Ekonomicznej w Łodzi.
Jest profesorem uczelni na Wydziale Artystycznym Akademii Humanistycznej i Ekonomicznej w Łodzi.

## Wyróżnienia
- 2020: Brązowy Medal „Zasłużony Kulturze Gloria Artis”[2]